# Tappasanda
Tappasanda era una ciutat hitita coneguda perquè el rei Hattusilis I en un document anomenat "Testament d'Hattusilis" la menciona, i diu que havia nomenat senyor de la ciutat al seu fill Huzziyas.
Hattusilis es queixa al seu "Testament" de la traïció del seu fill, que convençut per les grans cases de Tappasanda que demanaven exempcions fiscals, el van arrossegar a una revolta. El rei diu que "el van conduir al mal i el van enemistar amb mi". Va desheretar-lo, i afegeix que el seu net i hereu Mursilis I havia de purificar el palau de la ciutat, ja que ell no ho havia fet.